# 錦織剛清
錦織 剛清（にしごり たけきよ/ごうせい、安政2年（1855年） - 大正9年（1920年）2月）は、書画刀剣鑑定師・画家。旧相馬中村藩士であり、相馬事件との関わりで知られている。

## 来歴
相馬中村藩士の子として生まれるが、その家系・前半生についてはよくわかっていない。
旧中村藩主・相馬誠胤（そうま ともたね）が親族の申し入れにより癲狂院に入院させられていることを知ると、関係者がお家乗っ取りを図るためだと疑い、明治18年（1885年）・同19年（1886年）と2度にわたって癲狂院に侵入し、不法侵入の罪でそれぞれ1か月投獄されるという、いわゆる相馬事件を引き起こし、一時は忠義者として世間に名を馳せる。誠胤奪還の際は支援者であった後藤新平は自宅に二人を匿い、誠胤の診察もした。剛清は母と二人暮らしで自作の絵を売って糊口を凌いでいたが、相馬事件がもとで妹が婚家より離縁されて子連れで出戻り、生活はさらに逼迫した。一方で相馬事件の支援金を得て、事件協力者へ多額の出費もしていた。
明治25年（1892年）10月25日には、「神も仏もなき闇の世の中」という相馬事件に関する本を発行し、当時のベストセラーになった。誠胤病死後は後見役らを謀殺の容疑で告訴したが、証拠不十分で免訴となり、反対に明治27年（1894年）、誣告罪で訴えられ、事件に関連して逮捕・起訴され、重禁錮4年の刑に処される。剛清の妻・小山トキも共謀したとして生後2か月の娘・剛子を抱いて入獄した（のち証拠不十分で放免）。このとき共謀者として後藤も訴えられ半年間収監されたが、無罪で放免された。
大正9年（1920年）2月、芝区兼房町（現・港区新橋二丁目）で没。

## 人物
- 弁が立ち、容姿の良い男であったという。
- 作家・画家として活動する際には、愚翁居士という名を用いていた。彼の作品の一つである水墨画「名月梧桐図」は、早稲田大学図書館に所蔵されている。
- 長谷川時雨によると、吉原で絶世の美女としてその名を轟かせていた「金瓶楼」（のち、「大黒」と改称）の花魁・今紫（高橋お幸、1853-1913）[11]が、晩年に剛清を夫としていたという[12]。

## 著書
- 『神も仏もなき闇の世の中』 錦織剛清、明治25年（1892年）

神崎清編『明治記録文学集』（明治文学全集 ; 96、筑摩書房、1967年、ISBN 9784480103963）に所収。なお巻末に、未収録の内容や裁判の判決文を収めた続篇『神も仏もなき闇の世の中拾遺』の近刊広告が掲載されているが、実際に出版されたかは不明。